# Kleifarvatn
 Kleifarvatn – jezioro na półwyspie Reykjanesskagi na Islandii. Leży około 25 km od Reykjavíku i ok. 10 km na południowy wschód od Hafnarfjörður. Jezioro ze wszystkich stron okalają góry, wśród nich po stronie zachodniej wysoki na 407 m Sveifluháls.
Jezioro leży w południowej części półwyspu w strefie uskoku Grzbietu Śródatlantyckiego. W 2000 roku maksymalna głębokość wynosiła 97 m.

## Przesunięcie płyt i wulkanizm
Okolica wokół Kleifarvatn została ukształtowana przez otaczające je aktywne wulkany, a samo jezioro położone jest w środku terenu wulkanicznego Krýsuvík. Fakt ten, podobnie jak i przebiegająca tutaj granica tektoniczna płyt, wyjaśnia częste trzęsienia ziemi.
Po silnym trzęsieniu ziemi w roku 2000 lustro wody zaczęło się obniżać, a powierzchnia jeziora zmniejszać. Przypuszcza się, że pod jego dnem otworzyły się szczeliny przez które zaczęła uchodzić woda. W krótkim czasie powierzchnia jeziora zmniejszyła się o ok. 20%. Takie zjawiska obserwowano już wcześniej, a po jakimś czasie powierzchnia wody znów się podnosiła, co można stwierdzić i teraz. Niektóre gorące źródła leżące pod wodą ujrzały światło dzienne po tym, jak lustro wody się obniżyło.
W pobliżu jeziora znajdują się dwa obszary o wysokiej temperaturze: jeden w okolicy Seltún, a drugi na wschodzie jeziora.

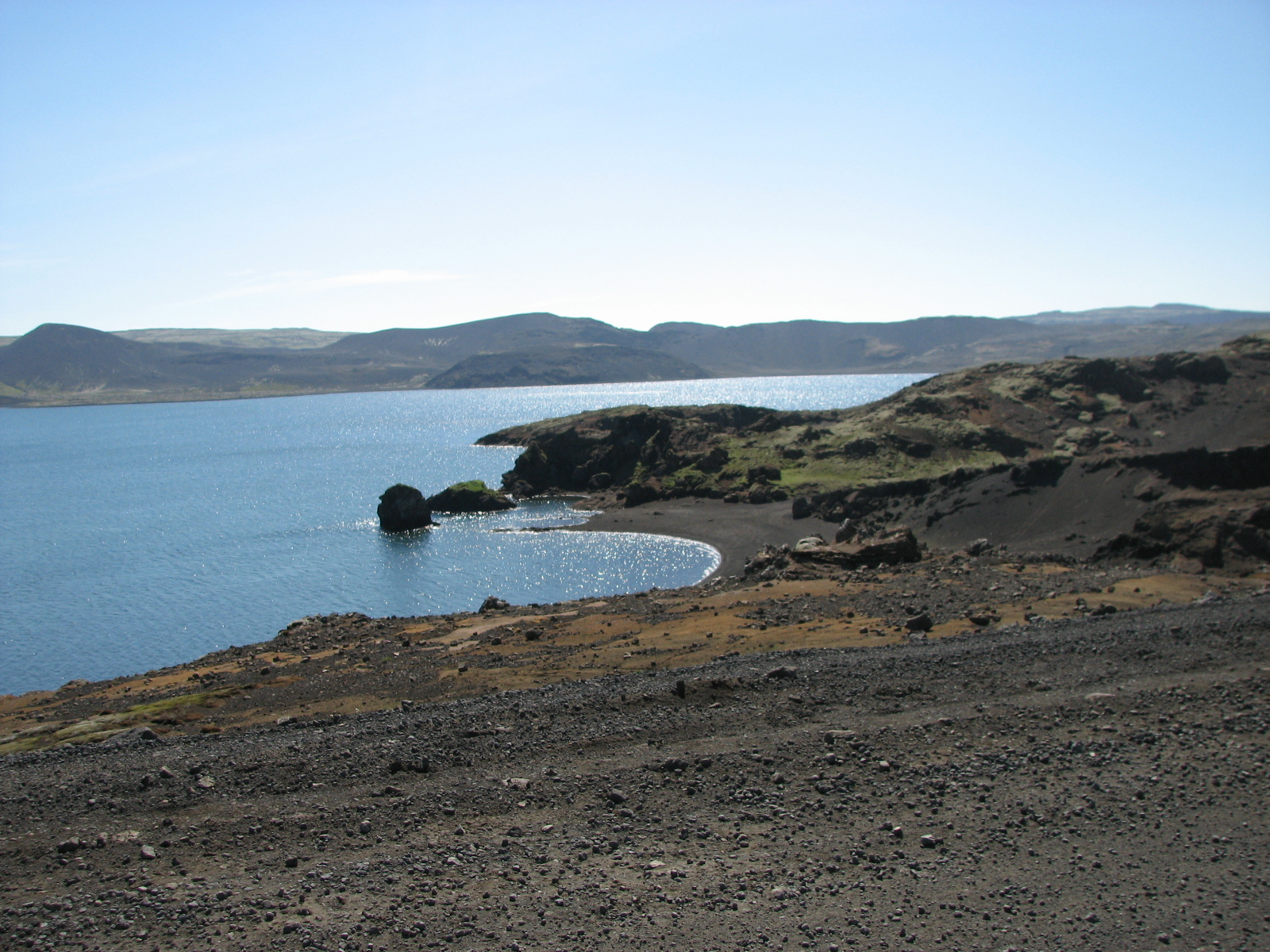
Kleifarvatn w czerwcu 2008

## Saga
Podobnie jak w islandzkich jeziorach Lagarfljót i Skorradalsvatn, także w Kleifarvatn mają żyć potwory.

## Historia osadnictwa
Okolica zasiedlona stosunkowo wcześnie. Stara osada Krýsuvík była zniszczona w 1151 przez lawę Ögmundarhraun. Osady o tej samej nazwie do roku 1857 znajdowały się także w innych miejscach.
Z osady pozostał jedyny budynek na południowym zachodzie jeziora; jest to mały kościółek Krísuvíkurkirkjan, który jako zabytek pozostaje pod opieką muzeum narodowego Þjóðminjasafn w Reykjavíku.

## Powieść kryminalna
W 2004 pisarz Arnaldur Indriðason napisał powieść kryminalną pod tytułem Kleifarvatn opublikowaną w Polsce jako „Jezioro”.